# Mao (Chade)
Mao é uma cidade no Chade, a capital da região de Canem e do departamento também chamado de Canem. Havia 19 004 habitantes em 2008.